# Región de Sédhiou
Sédhiou es una región en el extremo sudeste de la República de Senegal. La capital lleva el mismo nombre que la región. Esta región fue creada en febrero de 2008, junto con las regiones de Kaffrine y Kédougou. Sédhiou fue separada de la región de Kolda.

## Departamentos con población en noviembre de 2013
- Departamento de Bounkiling 145,568
- Departamento de Goudomp 156,095
- Departamento de Sédhiou 151,331

## Demografía y geografía
Esta región senegalesa posee una extensión de territorio que abarca una superficie de unos 7.293 kilómetros cuadrados. Por otra parte, su población se compone de 398.615 personas, mientras que su densidad poblacional, considerando los datos mencionados anteriormente, se estima en cincuenta y cinco habitantes por cada kilómetro cuadrado de la región de Sédhiou.